# Hotin
HOTIN (укр. ХОТІНЬ)— дебютний студійний альбом українського реп-гурту KALUSH, випущений 19 лютого 2021 року.  

## Про альбом
Усі треки альбому засновані на реальних історіях, а виконані у жанрі реп. Фокус-треком стала пісня «Не забуду». 
За словами фронтмена гурту Олега Псюка (сценічне ім'я – Псючий Син), цей альбом – «власний прожитий досвід», а його загальна концепція – «емпірика виконавця». HOTIN розкриває групу у найбільш сильній формі. Альбом названий на честь рідного району Олега Псюка в місті Калуш, де пройшло дитинство репера.

## Реліз
Альбом був створений у співробітництві з американським хіп-хоп лейблом Def Jam, після виходу в листопаді 2019 другого кліпу гурту «Ти гониш». Також участь у записі брав саундпродюсер KALUSH Іван Клименко. Робота над матеріалом тривала менше, ніж рік.

## Список композицій
Автор музики і слів Kalush. 
| #   | Назва                                   | Тривалість |
| --- | --------------------------------------- | ---------- |
| 1.  | «Пацани бурі»                           | 3:03       |
| 2.  | «Не маринуй»                            | 3:25       |
| 3.  | «Кент»                                  | 2:59       |
| 4.  | «Зорі»                                  | 3:21       |
| 5.  | «Мости»                                 | 3:31       |
| 6.  | «Тіпок»                                 | 2:47       |
| 7.  | «Ти гониш»                              | 2:10       |
| 8.  | «Хата з краю»                           | 2:31       |
| 9.  | «Вайб»                                  | 2:22       |
| 10. | «Дивна» (за участі DYKTOR)              | 2:52       |
| 11. | «Не забуду»                             | 3:25       |
| 12. | «Гори» (за участі alyona alyona)        | 3:04       |
| 13. | «Порятуй»                               | 2:37       |
| 14. | «Ти мала не думала» (за участі PAUCHEK) | 3:17       |

## Нагороди
2022 – музична премія YUNA Awards, перемога треку «Зорі» у номінації "Найкраща пісня"
2022 – музична премія YUNA Awards, перемога у номінації "Найкращий альбом"